# ブラッドリー・ジマー
ブラッドリー・クラーク・ジマー（Bradley Clarke Zimmer, 1992年11月27日 - ）は、アメリカ合衆国カリフォルニア州サンディエゴ市ラホヤ出身のプロ野球選手（外野手）。現在は、フリーエージェント（FA）。右投左打。
愛称はマシーン。兄のカイル・ジマーもプロ野球選手である。

## 経歴

### プロ入り前
2011年のMLBドラフト23巡目（全体699位）でシカゴ・カブスから指名されたが、契約せずにサンフランシスコ大学へ進学した。
2013年には第39回日米大学野球選手権大会のメンバーとして来日している。

### プロ入りとインディアンス時代
2014年のMLBドラフト1巡目（全体21位）でクリーブランド・インディアンスから指名され、プロ入り。契約後、傘下のA-級マホーニングバレー・スクラッパーズでプロデビュー。A級レイクカウンティ・キャプテンズでプレーし、2球団合計で48試合に出場して打率.302、6本塁打、32打点、12盗塁を記録した。
2015年はA+級リンチバーグ・ヒルキャッツとAA級アクロン・ラバーダックスでプレーし、2球団合計で127試合に出場して打率.273、16本塁打、73打点、44盗塁を記録した。この年はオールスター・フューチャーズゲームでアメリカ合衆国選抜にも選出された。
2016年はAA級アクロンとAAA級コロンバス・クリッパーズでプレーし、2球団合計で130試合に出場して打率.250、15本塁打、62打点、38盗塁を記録した。オフにはアリゾナ・フォールリーグに参加し、メサ・ソーラーソックスに所属した。
2017年は開幕からAAA級コロンバスでプレー。5月16日にメジャー契約を結んでアクティブ・ロースター入りし、同日のタンパベイ・レイズ戦でメジャーデビュー。翌17日の同カードではメジャー初安打と初本塁打を放った。7月25日のロサンゼルス・エンゼルス戦でキャリア初の満塁本塁打を記録した。
2018年は中堅手のレギュラーとして開幕を迎えたが、打率.226、三振率42%という結果に終わり、6月5日にAAA級コロンバスに送られた。ここで8試合に出場後に右肩を負傷し、7月21日に右肩関節唇断裂の手術を受けたため、その年の残りを欠場することになった。
2019年は前年の手術の影響で実戦復帰が8月と出遅れた。9月13日にシーズン初昇格して9試合に出場したが、13打数無安打だった。
2020年は20試合に出場して打率.162、1本塁打、3打点、2盗塁を記録した。
2021年は99試合に出場して打率.227、8本塁打、35打点、15盗塁を記録した。この年はカンザスシティ・ロイヤルズ所属の兄カイルとの兄弟対決も実現し、9月27日の対戦では本塁打を放った。この打席結果は45年ぶり4組目のことであった。

### ブルージェイズ/フィリーズ時代
2022年4月7日にアンソニー・カストロとのトレードで、トロント・ブルージェイズへ移籍した。背番号は7。4月10日には加藤豪将と入れ替わりで28人枠入りした。しかしブルージェイズでは打率.105と打撃不振に苦しみ、同年8月15日にDFAとなった。
2022年8月18日にウェイバー公示を経てブランドン・マーシュを故障で欠いたフィラデルフィア・フィリーズへ移籍したが、マーシュが復帰したため8月27日にDFAとなり、ウェイバー公示を経て8月29日にブルージェイズに復帰した。2球団合計で109試合に出場し、打率.124、2本塁打、5打点だった。11月15日にDFAとなり、11月18日にノンテンダーFAとなった。

### ドジャース傘下時代
2022年12月17日にロサンゼルス・ドジャースとマイナー契約を結んだ。
2023年はAAA級オクラホマシティ・ドジャースで開幕を迎えたが、31試合に出場して打率.219、3本塁打、14打点に終わり、5月18日に自由契約となった。

### レッドソックス傘下時代
2023年5月19日にボストン・レッドソックスとマイナー契約を結んだ。AAA級ウースター・レッドソックスで47試合に出場して、打率.199、5本塁打、17打点という成績だった。シーズン終了後にFAとなった。

### ロッキーズ傘下時代
2024年2月6日にコロラド・ロッキーズとマイナー契約を結んだが、シーズン開幕前の3月24日に自由契約となった。

## プレースタイル
スピードとパワーに秀でた5ツールを備えた中堅手で守備も良い。打撃は20本塁打20盗塁を期待できるが、やや大味で三振が多い。

## 詳細情報

### 年度別打撃成績
| 年 度    | 球 団    | 試 合 | 打 席 | 打 数 | 得 点 | 安 打 | 二 塁 打 | 三 塁 打 | 本 塁 打 | 塁 打 | 打 点 | 盗 塁 | 盗 塁 死 | 犠 打 | 犠 飛 | 四 球 | 敬 遠 | 死 球 | 三 振 | 併 殺 打 | 打 率 | 出 塁 率 | 長 打 率 | O P S |
| -------- | -------- | ----- | ----- | ----- | ----- | ----- | -------- | -------- | -------- | ----- | ----- | ----- | -------- | ----- | ----- | ----- | ----- | ----- | ----- | -------- | ----- | -------- | -------- | ----- |
| 2017     | CLE      | 101   | 332   | 299   | 41    | 72    | 15       | 2        | 8        | 115   | 39    | 18    | 1        | 0     | 3     | 26    | 1     | 4     | 99    | 5        | .241  | .307     | .385     | .692  |
| 2018     | CLE      | 34    | 114   | 106   | 14    | 24    | 5        | 0        | 2        | 35    | 9     | 4     | 1        | 0     | 0     | 7     | 0     | 1     | 44    | 1        | .226  | .281     | .330     | .611  |
| 2019     | CLE      | 9     | 14    | 13    | 1     | 0     | 0        | 0        | 0        | 0     | 0     | 0     | 0        | 0     | 0     | 1     | 0     | 0     | 7     | 0        | .000  | .071     | .000     | .071  |
| 2020     | CLE      | 20    | 50    | 37    | 3     | 6     | 0        | 0        | 1        | 9     | 3     | 2     | 1        | 0     | 1     | 7     | 0     | 5     | 14    | 2        | .162  | .360     | .243     | .603  |
| 2021     | CLE      | 99    | 348   | 299   | 44    | 68    | 9        | 1        | 8        | 103   | 35    | 15    | 3        | 0     | 4     | 30    | 0     | 15    | 122   | 3        | .227  | .325     | .344     | .669  |
| 2022     | PHI      | 9     | 16    | 16    | 4     | 4     | 1        | 0        | 0        | 5     | 0     | 0     | 0        | 0     | 0     | 0     | 0     | 0     | 4     | 0        | .250  | .250     | .313     | .563  |
| 2022     | TOR      | 100   | 101   | 89    | 14    | 9     | 4        | 0        | 2        | 19    | 5     | 3     | 2        | 1     | 0     | 5     | 0     | 6     | 41    | 0        | .101  | .200     | .213     | .413  |
| '22計    | TOR      | 109   | 117   | 105   | 18    | 13    | 5        | 0        | 2        | 24    | 5     | 3     | 2        | 1     | 0     | 5     | 0     | 6     | 45    | 0        | .124  | .207     | .229     | .436  |
| MLB：6年 | MLB：6年 | 372   | 975   | 859   | 121   | 183   | 34       | 3        | 21       | 286   | 91    | 42    | 8        | 1     | 8     | 76    | 1     | 31    | 331   | 11       | .213  | .298     | .333     | .631  |

- 2022年度シーズン終了時

### 年度別守備成績
| 年 度 | 球 団 | 左翼（LF） | 左翼（LF） | 左翼（LF） | 左翼（LF） | 左翼（LF） | 左翼（LF） | 中堅（CF） | 中堅（CF） | 中堅（CF） | 中堅（CF） | 中堅（CF） | 中堅（CF） | 右翼（RF） | 右翼（RF） | 右翼（RF） | 右翼（RF） | 右翼（RF） | 右翼（RF） |
| 年 度 | 球 団 | 試 合      | 刺 殺      | 補 殺      | 失 策      | 併 殺      | 守 備 率   | 試 合      | 刺 殺      | 補 殺      | 失 策      | 併 殺      | 守 備 率   | 試 合      | 刺 殺      | 補 殺      | 失 策      | 併 殺      | 守 備 率   |
| ----- | ----- | ---------- | ---------- | ---------- | ---------- | ---------- | ---------- | ---------- | ---------- | ---------- | ---------- | ---------- | ---------- | ---------- | ---------- | ---------- | ---------- | ---------- | ---------- |
| 2017  | CLE   | -          | -          | -          | -          | -          | -          | 97         | 168        | 8          | 0          | 1          | 1.000      | -          | -          | -          | -          | -          | -          |
| 2018  | CLE   | -          | -          | -          | -          | -          | -          | 34         | 82         | 4          | 0          | 1          | 1.000      | -          | -          | -          | -          | -          | -          |
| 2019  | CLE   | -          | -          | -          | -          | -          | -          | 2          | 5          | 0          | 0          | 0          | 1.000      | 4          | 0          | 0          | 0          | 0          | ----       |
| 2020  | CLE   | 8          | 7          | 0          | 1          | 0          | .875       | 7          | 11         | 0          | 1          | 0          | .917       | 7          | 4          | 0          | 0          | 0          | 1.000      |
| 2021  | CLE   | 3          | 5          | 0          | 0          | 0          | 1.000      | 54         | 101        | 1          | 0          | 0          | 1.000      | 43         | 81         | 0          | 1          | 0          | .988       |
| 2022  | PHI   | -          | -          | -          | -          | -          | -          | 9          | 14         | 0          | 1          | 0          | .933       | -          | -          | -          | -          | -          | -          |
| 2022  | TOR   | -          | -          | -          | -          | -          | -          | 88         | 96         | 0          | 1          | 0          | .990       | 2          | 6          | 0          | 0          | 0          | 1.000      |
| '22計 | TOR   | -          | -          | -          | -          | -          | -          | 97         | 110        | 0          | 2          | 0          | .982       | 2          | 6          | 0          | 0          | 0          | 1.000      |
| MLB   | MLB   | 11         | 12         | 0          | 1          | 0          | .923       | 291        | 477        | 13         | 3          | 2          | .994       | 56         | 92         | 0          | 1          | 0          | .989       |

- 2022年度シーズン終了時

### 記録
MiLB
- オールスター・フューチャーズゲーム選出：1回（2015年）

### 背番号
- 4（2017年 - 2021年）
- 7（2022年）- ブルージェイズ時代
- 18（2022年）- フィリーズ時代

### 代表歴
- 第39回日米大学野球選手権大会アメリカ合衆国代表